# Roadrunners de l'UTSA
Les Roadrunners de l'UTSA (en anglais : UTSA Roadrunners) sont un club omnisports universitaire de l'Université du Texas à San Antonio à San Antonio (Texas). Ils peuvent également être appelés « UTSA », « Roadrunners », « Runners », « The Meep Meeps » ou simplement les « The Birds ».
Les programmes sportifs des Roadrunners participent aux compétitions universitaires organisées par la National Collegiate Athletic Association, celui de football américain intégrant la NCAA Division I FBS en 2012.
Le 1er juillet 2023, les Roadrunners ont rejoint l'American Conference (AAC ou The American) après avoir été membres de Conference USA depuis 2013.
L'équipe de cheerleading d'UTSA a remporté deux titres nationaux (2012 et 2021) décernés par la National Cheerleaders Association (en) (NCA),.

## Sports représentés

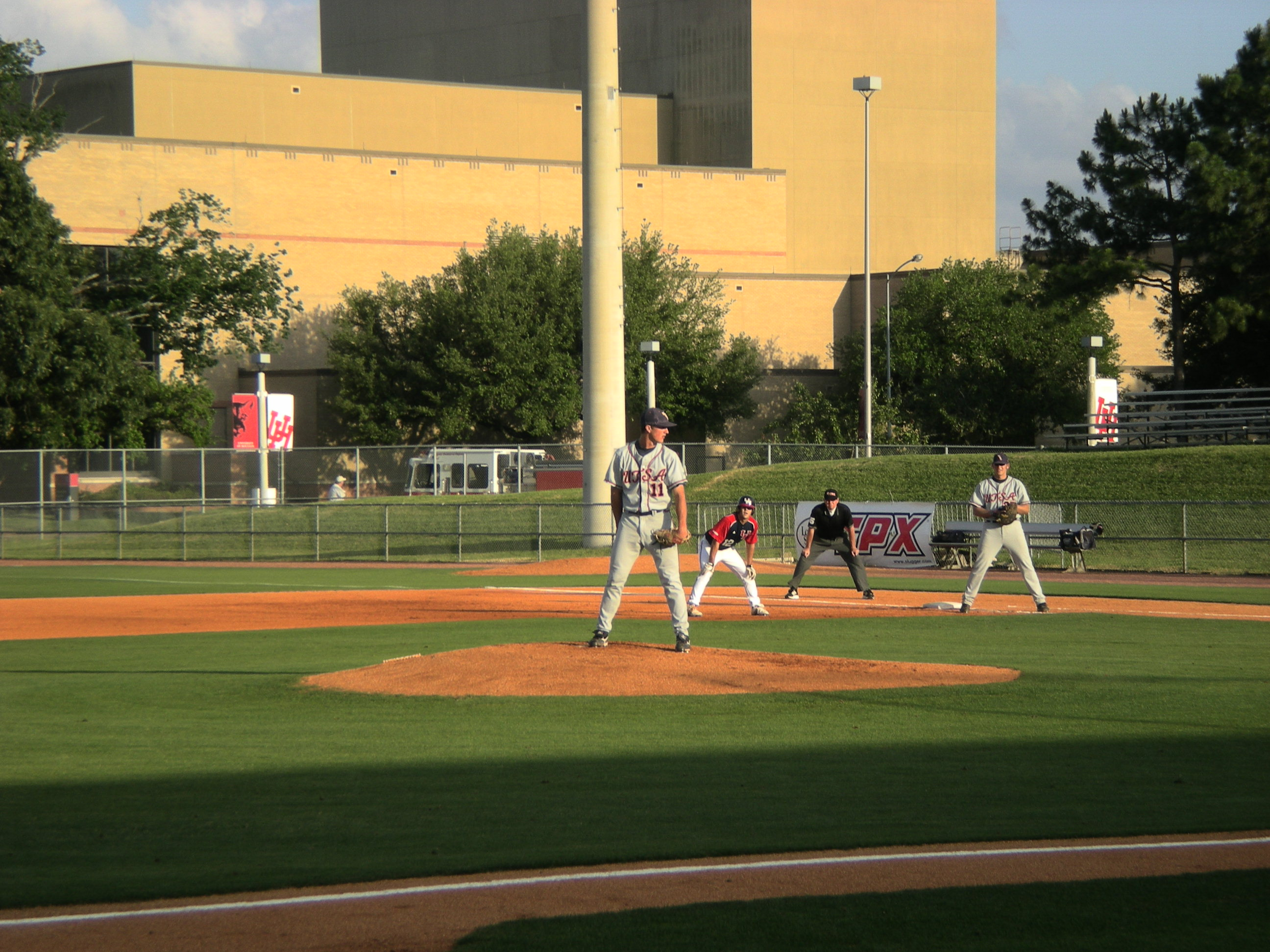
L'équipe de Baseball de l'UTSA dans un match à Houston en 2008.

| Hommes (7)                                  | Femmes (8)        |
| ------------------------------------------- | ----------------- |
| Athlétisme †                                | Athlétisme †      |
| Baseball                                    |                   |
| Basketball                                  | Basketball        |
| Cross country                               | Cross country     |
| Football américain                          | Football (soccer) |
| Golf                                        | Golf              |
|                                             | Softball          |
| Tennis                                      | Tennis            |
|                                             | Volley-ball       |
| † – Athlétisme en salle et/ou en plein air. |                   |

## Football américain

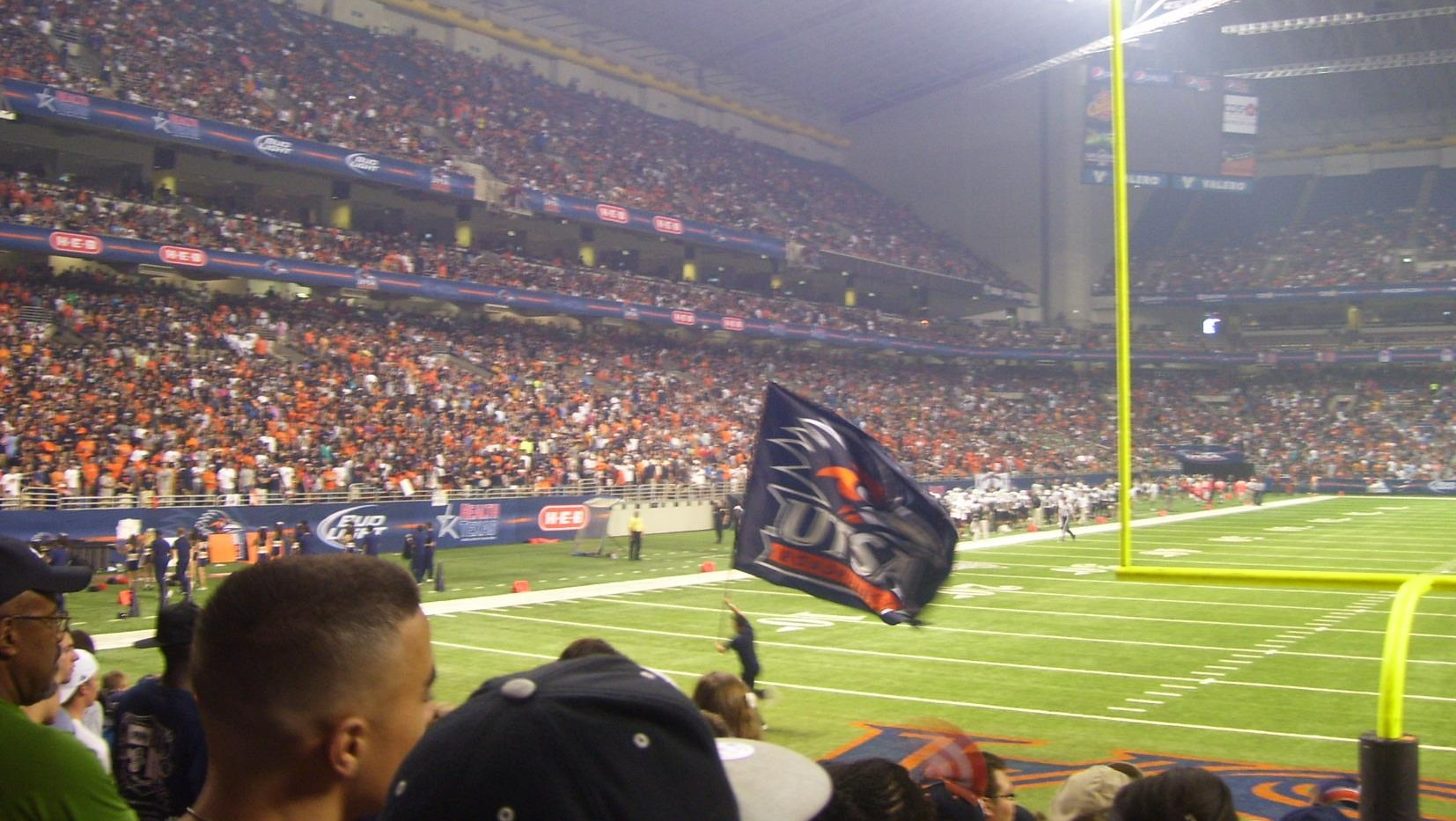
Le premier match de football américain des Roadrunners de l'UTSA à l'ALamodome en 2011.

### Descriptif en fin de saison 2023
- Couleurs :    (bleu, orange et blanc)[5]

- Dirigeants :
  - Directeur sportif : Lisa Campos (en)
  - Entraîneur principal : Jeff Traylor (en), 4e saison, bilan : 39 - 14  (73,6%)

- Stade
  - Nom : Alamodome
  - Capacité : 36 582
  - Surface de jeu : pelouse artificielle
  - Lieu : San Antonio, Texas

- Conférence :
  - Actuelle : American Conference (The American, ex ACC) depuis 2023
  - Ancienne : 
    - Indépendants (1879–1891)
    - Intercollegiate Athletic Association of the Northwest (1892–1893)
    - Indépendants en FCS (2011)
    - Western Athletic Conference (2012)
    - Conference USA (2013–2022)

- Internet :
  - Nom site Web : goutsa.com
  - URL : https://goutsa.com/

- Bilan des matchs :
  - Victoires : 85 (55,7%) 3-5
  - Défaites : 73
  - Nuls : 0

- Bilan des Bowls :
  - Victoires : 1 (20%)
  - Défaites : 4

- College Football Playoff : -

- Titres :
  - Titres nationaux : -
  - Titres de conférence : 2 en USA
  - Titres de la division West de la C-USA : 1

- Joueurs :
  - Vainqueurs du Trophée Heisman : -
  - Sélectionnés All-American : -

- Hymne : Go Roadrunners, Go !
- Mascotte : Rowdy (en)
- Fanfare : The Spirit Of San Antonio (SOSA)

- Rivalités :
  - Bobcats de Texas State (en)
  - Mean Green de North Texas

### Histoire
En décembre 2008, UTSA annonce la création d'un programme de football américain. Le premier entraîneur des Roadrunners est Larry Coker (en), ancien entraîneur principal des Hurricanes de Miami. UTSA commence les entraînements en août 2010 et entre en compétition le 3 septembre 2011 en tant qu'équipe indépendante dans la NCAA Division I FCS,. Le 11 novembre 2010, UTSA accepte cependant l'invitation d'intégrer dès 2012 la Western Athletic Conference, rejoignant ainsi la NCAA Division I FBS. UTSA n'y reste qu'une saison et rejoint la Conference USA le 1er juillet 2013. Après la saison 2022 et dix saisons en C-USA, UTSA rejoint l'American Conference.
Les Roadrunners ont remporté deux titres de champions de la Conference USA (en 2021 et 2022). Ils jouent leurs matchs à domicile dans l'Alamodome situé dans le centre ville de San Antonio.

### Palmarès
- Champions de conférence

L'UTSA a remporté deux titres de conférence :
| Saison | Conférence     | Entraîneur        | Bilan global | Bilan de conférence |
| ------ | -------------- | ----------------- | ------------ | ------------------- |
| 2021   | Conference USA | Jeff Traylor (en) | 12–2         | 7–1                 |
| 2022   | Conference USA | Jeff Traylor (en) | 11–3         | 8–0                 |
- Champions de division

L'UTSA a remporté un titre de division :
| Saison | Conférence     | Division | Entraîneur        | Finale de conférence            | Finale de conférence |
| ------ | -------------- | -------- | ----------------- | ------------------------------- | -------------------- |
| Saison | Conférence     | Division | Entraîneur        | Adversaire                      | Résultat             |
| 2021   | Conference USA | West     | Jeff Traylor (en) | Hilltoppers de Western Kentucky | G', 49–41            |
- Bowls

Le premier bowl auquel participent les Roadrunners est le au New Mexico Bowl 2016 perdu 20-23 contre les Lobos du Nouveau-Mexique le 17 décembre 2016.
Fin de saison 2022, UTSA a participé à quatre bowls universitaire :
| Saison | Bowl                      | Adversaire                  | Résultat | Entraîneur        | Bilan de saison |
| ------ | ------------------------- | --------------------------- | -------- | ----------------- | --------------- |
| 2016   | New Mexico Bowl 2016      | Lobos du Nouveau-Mexique    | P, 20–23 | Frank Wilson (en) | 6-7             |
| 2020   | First Responder Bowl 2020 | Ragin' Cajuns de Louisiane  | P, 24–31 | Jeff Traylor (en) | 7-5             |
| 2021   | Frisco Bowl 2021          | Aztecs de San Diego State   | P, 24–38 | Jeff Traylor (en) | 12-2            |
| 2022   | Cure Bowl 2022            | Trojans de Troy             | P, 12–18 | Jeff Traylor (en) | 11-3            |
| 2023   | Frisco Bowl 2023          | Thundering Herd de Marshall | G, 37–17 | Jeff Traylor (en) | 9-4             |

### Rivalité

#### Texas State
Depuis 1985, la rivalité avec les Bobcats de l'université d'État du Texas est officiellement appelée I-35 Rivalry (en) bien que le terme « I-35 Rivalry » soit plus communément utilisé. Elle tire son nom de l'autoroute inter-États reliant les deux universités, les villes étant assez proches.
Dès 1991, un trophée est décerné à l'université qui, après prise en compte de l'ensemble des compétitions effectuées sur une saison entre les deux universités, obtient le plus de points selon un système défini. Le nom de l'université couronnée est alors gravé sur le trophée, celui-ci étant conservé toute une saison par le vainqueur avant d'être à nouveau décerné l'année suivante. Ce trophée a été remporté 13 fois par UTSA et 9 fois par Texas State,.
En football américain, UTSA a remporté les cinq matchs de rivalité (depuis 2012) tandis qu'en basketball (depuis 1985), UTSA en a remporté 37 contre 26 à Texas State.

#### North Texas
En football américain, les équipes de North Texas et de l'UTSA se sont rencontrées pour la première fois en 2013 lorsqu'elles sont devenues membres de la Conference USA. Les deux équipes ont rejoint l'American Athletic Conference en 2023.
Fin 2023, elles avaient remporté cinq victoires chacune.

## Traditions

### Rowdy

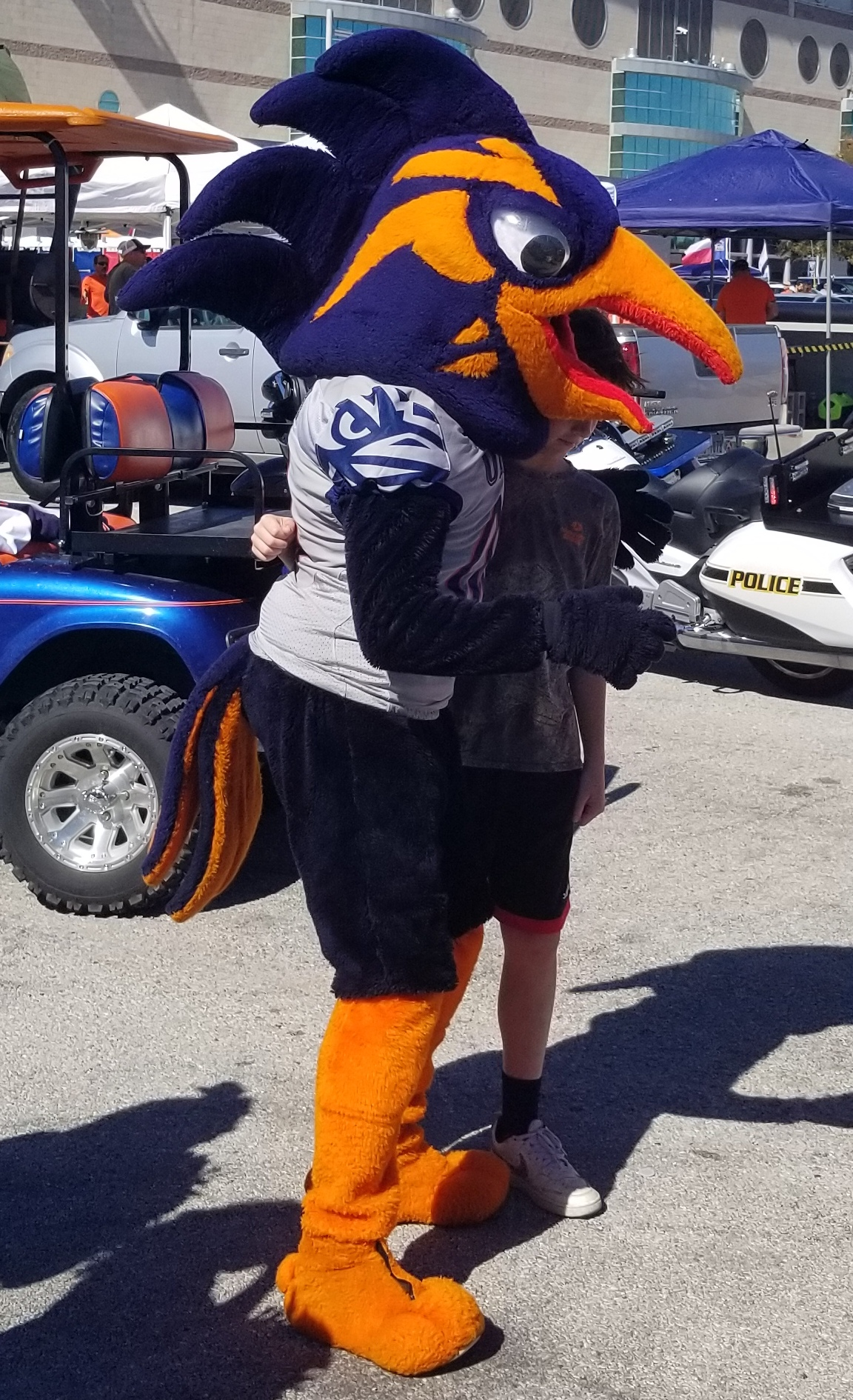
Le personnage costumé de Rowdy en 2021.

Depuis 1977, « Rowdy (en) » (officiellement dénommé Rowdy the Roadunner) est la mascotte de l'université du Texas à San Antonio. Il s'agit d'un personnage anthropomorphe qui est présent lors des évènements sportifs joués à domicile ainsi que lors de certains évènements sponsorisés.
Il représente un « roadrunner » ou grand géocoucou (aussi dénommé Géocoucou de Californie) lequel est une espèce d'oiseaux coureurs nord-américains de la famille des cuculidés comptant, entre autres, les coucous.

Logo de l'UTSA avec Rowdy.

Son origine date de 1977, après un début ouvert de l'assemblée représentative des étudiants de l'université en vue de choisir une mascotte pour l'UTSA. Un premier vote au cours duquel les termes « The Armadillos » et « The Stars » avaient été sélectionnés est déclaré nul et est annulé. Une deuxième élection est vivement disputée entre les partisans de « Roadrunners » et des « Armadillos » . Son résultat est annoncé lors d'un grand feu de joie plus tard dans l'année. Roadrunner devient ainsi la mascotte officielle de l'université,.
Le 1er mars 2008, UTSA révèle le nouveau Rowdy ainsi que les logos de l'université à l'occasion du match de basketball joué à domicile contre Texas A&M University–Corpus Christi (en). De nombreux étudiants et administrateurs de l'UTSA pensaient que l'ancien Rowdy ressemblait trop à la mascotte « Jayhawk » (Geai des chênes) de l'Université du Kansas.
Il possède sa statue en fer laquelle est arrivée sur le campus en septembre 2013, grâce à la générosité de nombreux supporters. Dans le cadre de l'appel de fonds initial Bring Rowdy Home, les donateurs sont liés à jamais à la statue en faisant apparaître leurs noms en ligne.

### Chants
| Chant de guerre | Alma Mater |
| --- | --- |
| Go, Roadrunners, Go ! On to vict’ry with all your might. Fight, Roadrunners, Fight! For the Blue and the Orange and the White. We fight for U-T-S-A Alma Mater proud and strong. Win, Roadrunners, Win ! And unite in our battle song. | From our hills of oak and cedar To the Alamo. (les voix s'élèvent en écho) As, in song, our praises flow Hail Alma Mater ! Through the years our loyalty will grow The University of Texas San Antonio. |

### Homecoming
La tradition du weekend des retrouvailles (Homecoming) a commencé en 1985. Il a pour but de rassembler les étudiants et les anciens élèves afin de célébrer leurs liens avec luniversité de l'UTSA. Le festival Best Fest, la sélection de M. et Mme UTSA et, bien sûr, le match de football américain constituent les moments forts du weekend des retrouvailles.

### Fountain of Luck
On dit que toucher la fontaine sous la Sombrilla pendant que l'eau coule porte chance aux examens finaux. La toucher pour autre chose ou à d'autre période que pour les examens finaux porterait malheur.